# تپه امیرآباد شماره ۲
تپه امیرآباد شماره ۲ مربوط به سده‌های اولیه و میانه دوران‌های تاریخی پس از اسلام است و در شهرستان کبودرآهنگ، بخش مرکزی، دهستان حاجیلو، روستای امیرآباد واقع شده و این اثر در تاریخ ۷ اسفند ۱۳۸۶ با شمارهٔ ثبت ۲۱۵۸۵ به‌عنوان یکی از آثار ملی ایران به ثبت رسیده است.